# Amstetten Thunder 2022
Questa voce raccoglie le informazioni riguardanti gli Amstetten Thunder nelle competizioni ufficiali della stagione 2022.

## AFL - Division I 2022

### Stagione regolare
| Ottakring 27 marzo 2022, ore 16:00 1ª giornata | Vienna Knights | 34 – 20 (0-0 20-0 8-14 6-6) referto | Amstetten Thunder | Redstarplatz |

| Amstetten 2 aprile 2022, ore 15:00 2ª giornata | Amstetten Thunder | 28 – 3 (7-3 7-0 7-0 7-0) referto | Sankt Pölten Invaders | Umdasch Stadion |

| Amstetten 23 aprile 2022, ore 15:00 5ª giornata | Amstetten Thunder | 41 – 0 (7-0 21-0 6-0 7-0) referto | Danube Dragons 2 | Umdasch Stadion |

| Székesfehérvár 1º maggio 2022, ore 16:00 6ª giornata | Fehérvár Enthroners | 41 – 3 (7-3 20-0 7-0 7-0) referto | Amstetten Thunder | FIRST Field |

| Amstetten 22 maggio 2022, ore 15:00 8ª giornata | Amstetten Thunder | 9 – 20 (3-6 6-7 0-7 0-0) referto | Fehérvár Enthroners | Umdasch Stadion |

| Maria Enzersdorf 5 giugno 2022, ore 13:00 9ª giornata | Danube Dragons 2 | 0 – 43 (0-16 0-7 0-13 0-7) referto | Amstetten Thunder | BSFZ Südstadt |

| Amstetten 18 giugno 2022, ore 18:00 10ª giornata | Amstetten Thunder | 42 – 0 (0-0 14-0 28-0 0-0) referto | Vienna Knights | Umdasch Stadion |

| St. Georgen am Steinfelde 25 giugno 2022, ore 16:00 11ª giornata | Sankt Pölten Invaders | 35 – 23 (7-0 11-3 3-0 14-20) referto | Amstetten Thunder | Invaders field |

### Playoff
| Graz 16 luglio 2022, ore 18:00 Semifinale | Styrian Bears | 24 – 28 (7-7 7-7 3-0 7-14) referto | Amstetten Thunder | Verbandsplatz |

| Stockerau 31 luglio 2022, ore 16:00 Silver Bowl | Fehérvár Enthroners | 42 – 7 | Amstetten Thunder | Stadion Alte Au |

## Statistiche di squadra
| Competizione      | %Vittorie | In casa | In casa | In casa | In casa | In casa | In casa | In trasferta | In trasferta | In trasferta | In trasferta | In trasferta | In trasferta | Totale | Totale | Totale | Totale | Totale | Totale |
| Competizione      | %Vittorie | G       | V       | N       | P       | Pf      | Ps      | G            | V            | N            | P            | Pf           | Ps           | G      | V      | N      | P      | Pf     | Ps     |
| ----------------- | --------- | ------- | ------- | ------- | ------- | ------- | ------- | ------------ | ------------ | ------------ | ------------ | ------------ | ------------ | ------ | ------ | ------ | ------ | ------ | ------ |
| Stagione regolare | .500      | 4       | 3       | 0       | 1       | 120     | 23      | 4            | 1            | 0            | 3            | 89           | 110          | 8      | 4      | 0      | 4      | 209    | 133    |
| Playoff           | .500      | 0       | 0       | 0       | 0       | 0       | 0       | 2            | 1            | 0            | 1            | 35           | 66           | 2      | 1      | 0      | 1      | 35     | 66     |
| Totale            | .500      | 4       | 3       | 0       | 1       | 120     | 23      | 6            | 2            | 0            | 4            | 124          | 176          | 10     | 5      | 0      | 5      | 244    | 199    |